# David Håkansson
David Stefan Håkansson, född 26 november 1978, är en svensk lingvist och professor i svenska språket vid Uppsala universitet.
Håkansson disputerade 2008 vid Lunds universitet med en avhandling om subjektslösa satser i fornsvenska. Han var mellan 2018 och 2022 professor i nordiska språk vid Uppsala universitet, och är sedan 2022 professor i svenska språket vid samma lärosäte. Han var 2013–2018 ledamot av Sveriges unga akademi.
Han arbetar 2023 med projektet Hur skönlitteraturen gjorde svenskan modern. Fiktionsprosa, författare och språkförändring 1830–1930 som bedrivs med stöd av Vetenskapsrådet. Håkansson har haft olika ledningsuppdrag vid Uppsala universitet och är dekan för den språkvetenskapliga fakulteten.
Håkansson invaldes i maj 2023 som ledamot på stol nummer 3 i Svenska Akademien och tog sitt inträde 20 december 2023.